# آلینا فرناندز
آلینا فرناندز رویولتا (اسپانیایی: Alina Fernández Revuelta‎، متولد ۱۹ مارس ۱۹۵۶) دختر فیدل کاسترو و ناتالیا رویولتا کلوس است. او از منتقدان دولت کوبا، جایی که او تا سال ۱۹۹۳ زندگی می‌کرد، است.

## زندگی
فرناندز با مادر خود، ناتالیا (ناتی) رویولتا کلوس، که در هاوانا در سال ۱۹۲۵ به دنیا آمد و ناپدری خود، اورلاندو فرناندز زندگی می‌کرد. او در کوبا به عنوان یک مدل و مدیر روابط عمومی یک شرکت مد کار می‌کرد. وی در سال1993، در سن ۳۷سالگی، کوبا را با استفاده از اسناد جعلی و کلاه گیس به مقصد اسپانیا ترک کرد. النا دیاز آموس که یک مهاجر کوبایی بود به کمک همسرش جان آموس (یکی از بنیان گذاران شرکت افلک) برای ترک کوبا به فرناندز کمک کردند. فرناندز در کلمبوس، گرجستان، با دیاز چندین سال زندگی می‌کرد.
فرناندز بعد به میامی رفت و در آنجا در رادیو مشغول به کار شد. در سال ۱۹۹۸ فرناندز کتاب دختر کاسترو:خاطرات یک تبعیدی از کوبا را نوشت. فرناندز در این کتاب به توصیف زندگی خود در کوبا و تغییراتی که در نزدیک به چهار دهه رخ داده‌است می‌پردازد. او دارای یک برنامه رادیویی به نام «سیمپلمنت آلینا» (به سادگی آلینا) (به انگلیسی:Simplemente Alina) در دبلیوکیوبی‌ای(WQBA) در میامی است.
هم اکنون فرناندز یک دختر دارد. در مصاحبه‌ای که در سال ۲۰۰۸ با یک مجله سیاست خارجی داشت، بیان کرد که عمویش، رائول کاسترو از پدرش به او نزدیک تر است. او همچنین گفته‌است که عمویش تنها کسی بوده‌است که در خانواده در موارد متعددی به او کمک کرده‌است. وی در پاسخ به سؤالی که از او در رابطه با این‌که آیا به کوبا برمی‌گردید یا خیر پاسخ داد: «من نمی‌دانم. در جریان این سال‌های طولانی، من یک درخت بودم که پیرتر و پیرتر می‌شد، اما هیچ ریشه‌ای نداشت.»

## طرح دعوی در دادگاه
عمه فرناندز، جوانیتا کاسترو، به دلیل تهمت و افترا که فرناندز در کتاب خود (دختر کاسترو:خاطرات یک تبعیدی از کوبا) به خانواده کاسترو زده بود، از او شکایت کرد. در سال ۲۰۰۵، یک دادگاه اسپانیایی، فرناندز و پلازا و ناشر کتاب یعنی راندوم هاوس را به پرداخت ۴۵٬۰۰۰ دلار به جوانیتا کاسترو محکوم کرد.

## کتاب و زندگینامه
- هاوانا رؤیاها، داستان کوبا توسط وندی Gimbel (Alfred A. ناف، ۱۹۹۸) شابک ‎۰-۶۷۹-۴۳۰۵۳-۹
- کاسترو پدر یک تبعید را خاطرات از کوبا با آلینا فرناندز (St. martin's Press, 1997) شابک ‎۰-۳۱۲-۱۹۳۰۸-۴